# Молтразио
Молтра̀зио (на италиански: Moltrasio; на ломбардски: Multras, Мултраз) е село и община в Северна Италия, провинция Комо, регион Ломбардия. Разположено е на 247 m надморска височина, на югозападния бряг на езеро Лаго ди Комо. Населението на общината е 1598 души (към 2017 г.).